# Куимов, Константин Владиславович
Константи́н Владисла́вович Куи́мов (13 марта 1939, Москва — 18 марта 2017, там же) — советский и российский астроном, доктор физико-математических наук, ведущий научный сотрудник Государственного астрономического института имени П. К. Штернберга.

## Биография
К. В. Куимов родился 13 марта 1939 года в Москве в семье служащего.
После окончания средней школы № 61 в 1956 году поступил на Астрономическое отделение физического факультета МГУ и окончил его в 1962 году. В ГАИШ начал работать ещё в студенческие годы, затем: с 1965 года — младший научный сотрудник отдела астрометрии, с 1967 года — старший инженер, с 1986 года — научный сотрудник, с 1996 года — старший научный сотрудник, с 2000 года — ведущий научный сотрудник.
К. В. Куимов умер 18 марта 2017 года в Москве.

## Научно-педагогическая деятельность
В 1985 году под руководством профессора В. В. Подобеда защитил кандидатскую диссертацию «Исследование астрономических оптических систем методом математического моделирования с целью повышения точности фотографических позиционных наблюдений». Использованный математический аппарат позволил существенно повысить точность определения дисторсии и указать предельную для каждой из рассмотренных оптических систем точность с анализом её зависимости от различных факторов.
К. В. Куимов — признанный в отечественных астрометрических кругах специалист по вопросам обработки экспериментальных данных при исследованиях объективов различных астрографов, создатель программно-методического обеспечения выполнявшихся в 1960—1980 годах отделом астрометрии ГАИШ наблюдений. В это же время он принимал участие в разработке методики определения траекторий космических аппаратов, подкреплённой соответствующими наблюдениями, а в 1980-е годы — в разработке советского космического астрометрического проекта.
В 1998 году защитил докторскую диссертацию «Редукция Астрографического каталога „Карты неба“». К. В. Куимов выполнил перенос информации о 4 миллионах звёзд на современные магнитные носители. Наиболее важным итогом стала окончательная обработка наблюдений начатого в 1887 году международного предприятия «Карта неба» — данный результат получил признание коллег из стран-участниц проекта.
К. В. Куимов читал на Астрономическом отделении физфака МГУ курс «Общая астрометрия», спецкурсы «Эфемеридная астрономия» и «Методы обработки астрометрических наблюдений». Неоднократно руководил летними студенческими практиками по общей астрономии и астрометрии на базе института и его южных станций, был научным руководителем курсовых и 19 дипломных работ. Автор двух методических пособий по практикуму. С 1988 года К. В. Куимов — доцент кафедры небесной механики, астрометрии и гравиметрии, с 1998 года — член МАС, с 2001 года — заведующий отделом астрометрии ГАИШ.
Лауреат Ломоносовской премии МГУ (1999 год, совместно с А. В. Кузьминым и В. В. Нестеровым) за цикл работ «Астрометрический каталог нового поколения».

## Награды
- Ударник коммунистического труда (1981)
- Две бронзовые медали ВДНХ
- Ломоносовская премия МГУ (1999)[6]
- Заслуженный научный сотрудник Московского университета (2003)[7]
- Почётный работник высшего профессионального образования РФ (2004)[8]
- Лауреат Главной премии за книжные издания международной академической издательской компании «Наука/Интерпериодика» (2008)[9]

## Избранные публикации
- Куимов К. В., Кузьмин А. В., Нестеров В. В. Астрографический каталог в современной астрометрии // Известия РАН. — 1988. — Т. 62, № 10. — С. 1780—1787. — (Серия физическая).
- Kuimov K., Kuzmin A., Nesterov V. Completion of the «Carte du Ciel» Astrographic Catalogue project of the Sternberg Astronomical Institute // Baltic Astronomy (англ.). — 1997. — Vol. v. 6, № 2. — P. 290—295.
- Bastian U., Hog E., Kuimov K., Kuzmin A. Construction of the Tycho Reference Catalogue // Astronomy & Astrophysics (англ.). — 1999. — Vol. v. 136. — P. 491—508. — (Suppl. Ser.).
- Барушева Н. Т., Куимов К. В., Кузьмин А. В., Сорокин Ф. Д. Высокоточная астрометрия с телескопом Шмидта // Астрономический журнал. — 2000. — Т. 77, № 7. — С. 540—546.